# Fondamentalismo islamico

Bandiera dello Stato Islamico (ISIS), gruppo fondamentalista jihadista, su cui è riprodotta, in rozza grafia, l'espressione in arabo del Tawḥīd. La stessa bandiera viene usata da al-Qāʿida nella Penisola Arabica e nel Maghreb islamico, Boko Haram e al-Shabaab.

Con fondamentalismo islamico (in arabo  الأصولية الإسلامية‎?, al-uṣūliyya al-īslāmiyya) si usa definire, almeno a partire dalla nascita della Repubblica Islamica nell'Iran, quella corrente di attivismo teoretico e politico conservatore che attraverso interpretazioni letterali del Corano e di altri testi islamici propugna un ritorno ai «fondamenti» dell'Islam delle origini, ritenuti autentici e infallibili.

## Definizione
Nell'uso comune, si preferisce spesso al sintagma "fondamentalismo islamico" il vocabolo "islamismo" o l'equivalente "Islam politico", o la formula "Islam militante" o "radicale". Ciò allo scopo di scongiurare i prevedibili rischi legati all'utilizzo di categorie concettuali occidentali, qual è appunto quella di fondamentalismo, estranee alla sensibilità islamica e tipiche del protestantesimo evangelico statunitense. La materia è infatti particolarmente complessa e se è vero che, secondo alcune tesi, il sostantivo utilizzato dai militanti di "asāsiyyūn" (dall'arabo asās: "basi, fondamenta") può forse costituire l'equivalente in ambito islamico di "fondamentalismo", è tuttavia un dato che «gli intellettuali e ideologi musulmani definiti fondamentalisti erano originariamente coloro che, talora adottandone interpretazioni “moderniste”, leggevano in chiave allegorica, e non rigidamente letterale, il Corano».
Nella tradizione musulmana esiste uno stretto legame fra precetti religiosi e ordinamento della società, dello Stato e del potere, racchiusa dall'espressione dīn wa dunya, ovvero "religione e mondo". Gli islamisti, proprio come i "fondamentalisti" legati a altre tradizioni religiose, denunciano quella che considerano una laicizzazione della società e propongono di tornare ad una visione totalizzante dell'Islam, che tuttavia riflette soltanto una loro specifica lettura dell'Islam stesso. Nella loro visione, per un credente musulmano è "miscredenza" riservare l'espressione della propria fede a una sfera intima della propria coscienza, senza influenzare e modellare il mondo esterno su di essa. L'unica eccezione ammessa per separare i due aspetti della propria fede è quando il musulmano si trovi in una condizione di grave e imminente pericolo per sé o la propria fede, come nel caso in cui ci si trovi in un paese non islamico in condizione di minoranza discriminata, in ambienti quindi decisamente ostili. In questo caso è perfettamente legittimo il ricorso all'espediente della taqiya, cioè la dissimulazione della fede e delle sue cerimonialità liturgiche: fenomeno questo particolarmente sviluppatosi nello sciismo, quando esso si venga a trovare circondato da una forte maggioranza sunnita.
In ambito islamico, per la mancanza di una Chiesa docente, il fedele musulmano è autorizzato a dare un'interpretazione personale dei testi sacri (Corano e Sunna), pur condotta in stretta connessione con la tradizione ininterrotta degli studi di "scienze religiose" prodotti in oltre 14 secoli di lavoro esegetico. L'Islam "radicale" ha dato negli ultimi decenni nuova spinta a un'autonoma re-interpretazione della Tradizione islamica, ripudiando ciò che essa definisce "moderatismo" delle gerarchie informali religiose, dalle frange più estremistiche accusate di complicità col potere costituito nel mondo islamico, avvertito in gran parte come fortemente autoritario, se non addirittura dittatoriale, e accusato di complicità con l'Occidente agnostico o ateo che consentirebbe, per suoi concreti vantaggi, a quei regimi di sopravvivere.
Il potere vigente nella maggior parte dei Paesi islamici è per questo giudicato "empio" e del tutto incapace di rispondere ai bisogni reali della Umma islamica, lacerata dall'urto e dal confronto con una modernità che viene considerata del tutto estranea e antagonistica rispetto ai valori dell'Islam. Il fine principale del "fondamentalismo" musulmano appare dunque quello del "ritorno" ai primi tempi dell'Islam, l'epoca d'oro islamica, per ricreare le condizioni in cui visse e agì il profeta Muhammad (VII secolo) con i suoi fedeli Compagni. Da questo punto di vista appare corretto l'uso del sostantivo-aggettivo "salafita": termine che inizialmente aveva una diversa accezione in un dibattito di tipo "modernistico" svoltosi a cavallo tra il XIX e il XX secolo.
L'aspetto teoretico più interessante del salafismo è quello della volontà di dar corso a una nuova interpretazione (ijtihād) autentica dei dati coranici e della Tradizione etico-giuridica (Sunna). Per questo i suoi militanti usano per se stessi anche l'altro termine di Islāmiyyūn (lett. "Islamici"): espressione che, di per sé, sembrerebbe equivalente a muslimūn (musulmani). I mass media occidentali hanno privilegiato sovente tale traduzione, col rischio però di confondere tali militanti con gli studiosi – accademici o meno – che indagano con strumenti metodologicamente forgiati nel mondo occidentale sui vari aspetti della realtà islamica.

## La questione dell'ijtihād
Centrale è la questione dell'interpretazione del Corano e degli altri testi di riferimento islamici. Quali strumenti avrà infatti la cultura islamica per accettare un sistema di valori sociali e di produzione economica d'impronta diversa, tendenzialmente improntata a valori "laici"? In mancanza di un clero che possa indicare senza ombra di dubbio cosa sia peccato e cosa non lo sia, cosa sia bene e cosa sia male, cosa sia ben visto da Allah e cosa Allah vieti, l'Islam ha creato nel suo sviluppo storico un peculiare strumento interpretativo (l'ijmāʿ, o "consenso" dei dotti) col fine di determinare le norme che dovranno adottare tutte le società che intendano qualificare se stesse come islamiche.
Il primo pilastro è infatti il Corano del quale tuttavia è difficile dare altra interpretazione che non sia quella letterale. Il secondo pilastro è l'insieme delle tradizioni giuridiche (ḥadīth) che compongono la Sunna, più duttile del Corano per indagare se un certo comportamento sia o meno da considerare il linea con i valori dell'Islam. La massa delle tradizioni prodottasi nell'ambiente religioso islamico è però davvero gigantesca e rende di per sé assai difficoltoso un responso preciso e univoco, poiché è molto frequente il caso di tradizioni in aperta contraddizione tra di loro.
Una tradizione generalmente riconosciuta autentica dall'Islam afferma però che Muḥammad avrebbe detto: «La mia Comunità non si troverà mai d'accordo su un errore». Ciò ha portato appunto alla costituzione del pilastro dell'ijmāʿ, inteso come consenso delle scuole giuridiche (madhhab, pl. madhāhib) e dei dotti giurisperiti (faqīh, pl. fuqahāʾ) che le hanno animate e seguitano a vivificarle. Il parere dei giurisperiti è il laborioso frutto di un'attenta analisi dei dati coranici o, in seconda battuta, di quelli della Sunna.
Per far questo si ricorre alla linguistica, alla storia o alla logica e lo sforzo interpretativo si chiama ijtihād: parola che non a caso assomiglia a jihād, provenendo dalla medesima radice trilittera araba <j-h-d> che significa "sforzarsi, impegnarsi". Una volta che l''ijtihād sia stato espresso e risulti tanto convincente da aggregare intorno a sé un vasto consenso, quella interpretazione avrà allora pieno valore di legge, almeno fin quando non si crei un diverso consenso, elaborato da una nuova e diversa maggioranza. Ciò che fino a un certo momento storico è quindi giudicato rispondente alle necessità della società non è detto quindi che sia intangibile e immutabile, visto che sarà il "consenso" a intervenire, modulandosi, sulle nuove necessità della società islamica, purché non in contrasto con Corano e Sunna. Si formerà allora un nuovo e diverso ijtihād che avrà cogenza legale.
Un accentuato conservatorismo ha portato a una scarsa flessibilità del pensiero islamico, poco incline a rivedere in profondità alcuni aspetti del suo pensiero e favorevole a riproporre piuttosto modelli comportamentali ed etici fortemente conservatori, visti come legati alla prima e migliore traduzione della Umma islamica delle origini. Ciò non è però sempre stata una regola senza eccezioni e la storia del mondo islamico, anzi, è stata caratterizzata da momenti di grande innovazione, pur nel quadro anzidetto. I movimenti maggiormente inclini all'ijtihād sono quelli che fanno capo allo Sciismo e al hanbalismo.
Il "dotto" sciita è infatti, non a caso, chiamato "mùjtahid" e la sua capacità d'intervenire con grande coraggio interpretativo viene spiegato col fatto di essere in ineffabile rapporto con l'Imām occultatosi agli occhi del mondo e in attesa di manifestarsi alla fine dei tempi. Il pensiero del hanbalismo e del neo-hanbalismo si è espresso negli ultimi decenni in particolare attraverso l'opera di Ibn Taymiyya, teologo e giurista vissuto in età mamelucca nel XIII secolo della nostra era. Tale scuola teologico-giuridica rivendica decisamente il proprio diritto-dovere di ricorrere all'ijtihād e non è quindi strano che proprio lo Sciismo e il neo-hanbalismo "salafita" siano stati indotti, più di altri nel mondo islamico, a tentare un'operazione di "islamizzazione della modernità", secondo la fortunata espressione usata dallo studioso algerino Mohammed Arkoun, che potrebbe in teoria condurre a una forma di "modernismo" maggiormente in grado di dialogare col resto del mondo non islamico, una volta depuratosi dalle tendenze terroristiche.